# Ingrid Sandahl
Ingrid Clara Charlotta Sandahl (Estocolmo, 5 de novembro de 1924 - Örebro, 15 de novembro de 2011) foi uma ginasta sueca. Representou a Suécia em duas edições dos jogos olímpicos: a de 1948 e 1952.

## Biografia
Ingrid Sandahl nasceu em Estocolmo, capital da Suécia, no ano de 1924. Aos treze anos de idade entrou para o mundo da ginástica de elite e começou a disputar competições representando o clube GK Hermes, localizado em Estocolmo. Após a filiação ao clube, passou a participar do Campeonato Sueco de Ginástica no ano de 1947, onde venceu uma medalha de prata na edição sendo considerada pela imprensa no período como a “a surpresa mais agradável da competição”. No ano seguinte, ela ficou em terceiro lugar, atrás de Göta Pettersson e Karin Lindberg. No ano de 1949, venceu pela primeira o ouro do campeonato nacional sueco.
Com os bons resultados no campeonato sueco, foi chamada pelo Comitê Olímpico Sueco (SOK), para integrar o selecionado de atletas que foram para a disputa dos Jogos Olímpicos de Verão de 1948, ocorrido em Londres, na Inglaterra.  Juntamente com as atletas Göta Pettersson, Karin Lindberg, Ingrid Andersson, Märta Andersson, Kerstin Bohman, Stina Haage e Gunnel Johansson, participou da categoria por equipe representando a Suécia. A equipe terminou em quarto lugar, sendo superada pela Chéquia, Hungria e os Estados Unidos.
Após a derrota na Inglaterra, participou do Campeonato Mundial de Ginástica Artística de 1950, realizado na Basiléia, na Suíça. Na competição por equipes, a equipe foi treinada pela técnica Karin Delden e conquistou o ouro para a Suécia, com uma equipe formada por, Göta Pettersson, Karin Lindberg, Evy Berggren, Vanja Blomberg, Gunnel Ljungström, Hjördis Nordin e Ann-Sofi Pettersson.
Com o bom desempenho demonstrado no mundial na Suíça, sete das oito mulheres que participaram da competição, foram mantidas para representarem a Suécia nos Jogos Olímpicos de Verão de 1952, realizados em Helsínquia na Finlândia. A equipe que foi formada por Ingrid, Karin Lindberg, Gun Röring, Evy Berggren, Göta Pettersson, Ann-Sofi Colling-Pettersson, Hjördis Nordin e Vanja Blomberg garantiu o ouro para a Suécia na categoria de aparelhos portáteis, superando as equipes da União Soviética e da Hungria, que completaram o pódio. Na categoria por equipe, ficaram em quarto lugar - repetindo o resultado de 1948.
Nesta edição, Ingrid disputou também as categorias individuais. No individual geral classificou-se em quinquagésimo sétimo lugar. No solo, ocupou o quinquagésimo oitavo lugar. Na trave, empatou com outras duas atletas, a italiana Licia Macchini e a finlandesa Raili Hoviniemi, vindo a dividirem o sexagésimo sexto lugar. Na categoria de paralelas assimétricas, tirou a mesma nota da ginasta da Iugoslávia, Marija Ivandekić, e dividiram o octogésimo lugar.
Após a conquista do ouro olímpico, aposentou-se do esporte. Antes do final do ano Sandahl casou-se e ao longo da década seguinte teve quatro filhas.

## Morte
Ingrid Sandahl morreu aos oitenta e sete anos de idade, em Örebro, localizada na província de Närke em 2011. Seu corpo foi enterrado no cemitério de Almby, na mesma cidade.